# Вілам Гожиця
Вілам Гожиця (насправді Вільгельм Генрик Horzyca; 28 лютого 1889, Львів — 2 березня 1959, Варшава) — польський режисер і театральний режисер, письменник, перекладач, театральний критик, співтворця т. зв. Польського монументального театру, депутат у Третьому терміні сейму в Другій Польській Республіці.
Режисер Варшавського театру В. Богуславського (1924—1926) та міських театрів у Львові (1932—1937), драматичні та комедійні вистави у Великому театрі у Львові (1930—1936). Він був редактором щомісячного журналу Droga (1928—1937), Scena Lwowska (1932—1937) та Pion (1937—1939). Член і теоретик групи Скамандр.